# Igor Mihajlovics Gyjakonov
Igor Mihajlovics Gyjakonov (И́горь Миха́йлович Дья́конов, Szentpétervár, 1915. január 12. – Szentpétervár, 1999. május 2.) orosz történész, az ókori kaukázusi nyelvek kutatója, és az ókori Kelet írásos emlékeinek fordítója. Angol nyelvű munkáiban Diakonov vagy Diakonoff átírást használták kiadói.
Norvégiában nevelkedett. Apja, Mihail Alekszejevics Gyjakonov a Szovjetunió oslói kereskedelmi képviseletében dolgozott. Anyja orvos volt, de általában csak a háztartást vezette. Bátyja, Mihail Mihajlovics Gyjakonov (1907–1954) szintén kiváló régész és történész volt. 1938-ban szerezte diplomáját a Leningrádi Egyetemen, és ugyanebben az évben az Ermitázs munkatársa lett Leningrádban, az ókori keleti részlegen. Leningrád ostroma idején nem dolgozhatott, 1944-ben a szovjet hadsereg századosaként tért vissza Norvégiába, így csak 1949-ben jelent meg az első átfogó tanulmánya Asszíriáról. A közbeeső időben a Leningrádi Egyetemen sumer és akkád történelmet és nyelvet tanult.
1953-tól a Szovjet Tudományos Akadémia tagja. 1955-ben már elismert keletszakértő volt, a Szovjet Tudományos Akadémia 1955-ös nagy Világtörténetében sok fejezetet írt, többek közt Urartu teljes története az ő munkája. 1956-ban Médiáról írt nagy monográfiát. 1959-től az Ermitázs ékírásos agyagtábla-gyűjteményének kurátora volt. Később Szergej Anatoljevics Sztarosztyin nyelvészcsoportjába került, ahol a kaukázusi, afroázsiai és hurro-urartui nyelvekkel foglalkozott.
Gyjakonov rengeteget publikált, élete utolsó pillanataiig dolgozott. A Cambridge University Pressnél 1999-ben jelent meg utolsó munkája; The Paths of History címmel. A Brit Tudományos Akadémia tagja, Royal Asiatic Society tiszteletbeli tagjává választotta, a Chicagói Egyetem tiszteletbeli doktora.